# 16709 Auratian
16709 Auratian è un asteroide della fascia principale. Scoperto nel 1995, presenta un'orbita caratterizzata da un semiasse maggiore pari a 2,9897992 UA e da un'eccentricità di 0,1078112, inclinata di 0,67330° rispetto all'eclittica.